# Ryuhei Kitamura
Ryuhei Kitamura (北村 龍平, Kitamura Ryūhei, nascido em 30 de maio, 1969) é um diretor de cinema japonês. Kitamura é representado por John Campisi na Creative Artists Agency, gerenciada por Adam Krentzman na Anonymous Content, além de ser um diretor da GDA.

## Filmografia (como diretor)
- Down to Hell (1997)
- Heat After Dark (1999)
- Versus (2000)
- Alive (2002)
- Aragami (2003)
- Azumi (2003)
- Sky High (2003)
- Metal Gear Solid: The Twin Snakes (2004) (cenas do jogo)
- Longinus (2004)
- Godzilla: Final Wars (2004)
- LoveDeath (2006)
- Midnight Meat Train (2008)